# Sebastian Glatt
Sebastian Glatt (ur. 1981 w Wiedniu) – polski naukowiec.

## Życiorys
Ukończył studia z zakresu genetyki i mikrobiologii na Uniwersytecie Wiedeńskim. Na tej samej uczelni uzyskał tytuł doktora w 2007. W latach 2008-2015 zajmował się badaniami naukowymi w Zakładzie Biologii Strukturalnej i Obliczeniowej w Europejskim Laboratorium Biologii Molekularnej w Heidelbergu. We wrześniu 2015 stanął na czele Grupy Badawczej Maxa Plancka w Małopolskim Centrum Biotechnologii Uniwersytetu Jagiellońskiego w Krakowie. Ponadto sprawuje funkcję zastępcy dyrektora ds. nauki w Małopolskim Centrum Biotechnologii. Z jego inicjatywy powstało Krajowe Centrum Kriomikroskopii Elektronowej w Narodowym Centrum Promieniowania Synchrotronowego SOLARIS w Krakowie. Członek licznych organizacji, m.in. Europejskiej Organizacji Biologii Molekularnej (EMBO), Komitetu Krystalografii Polskiej Akademii Nauk oraz Young Academy of Europe (YAE). 27 kwietnia 2021 uzyskał stopień doktora habilitowanego na podstawie pracy Charakterystyka strukturalna i funkcjonalna kompleksów modyfikujących eukariotyczne tRNA.

## Zainteresowania naukowe
Metabolizm kwasów nukleinowych, ekspresja genów, modyfikacja cząsteczek RNA i regulacja syntezy białek w komórkach. Prowadzi badania w zakresie biologii strukturalnej i biosyntezy białek według wytycznych zapisanych w genach.

## Nagrody i wyróżnienia
- Nagroda Fundacji na rzecz Nauki Polskiej - nauki o życiu i o Ziemi (2024) za ustalenie struktury i funkcji kompleksu Elongator wpływającego na poprawność biosyntezy białka[1]
- granty Fundacji na Rzecz Nauki Polskiej i Narodowego Centrum Nauki[1]
- Nagroda Miasta Krakowa (2020, wraz z zespołem)[1]
- dwie nagrody rektora Uniwersytetu Jagiellońskiego[1]